# Adampol (powiat de Węgrów)
Pour les articles homonymes, voir Adampol.
Adampol  (prononciation : [aˈdampɔl]) est un village polonais situé dans la gmina de Korytnica dans le powiat de Węgrów et en voïvodie de Mazovie dans le centre-est de la Pologne.
Ce village se trouve à environ 32 kilomètres au nord-ouest de Węgrów (chef-lieu du powiat) et à 48 kilomètres au nord-est de Varsovie (capitale de la Pologne).
De 1975 à 1998, le village appartenait administrativement à la voïvodie de Siedlce.